# Museo Francisco Cossío
El Museo Francisco Cossío está ubicado en el Barrio de Tequisquiapan de la ciudad de San Luis Potosí, San Luis Potosí, México. Inaugurado el 20 de noviembre de 1970, cuenta con exposiciones permanentes y temporales, en sus salas se puede apreciar una selecta colección de obras de arte, piezas arqueológicas y de artesanías, así como impresos y documentos sobre la ciudad de San Luis Potosí. El museo es catalogado como monumento histórico por el Instituto Nacional de Antropología e Historia (INAH) para su preservación.

## Historia
Es una construcción hecha de cantera al estilo ecléctico francés con grandes jardines. Fue construida en dos partes, primero de 1906 a 1907 y la segunda de 1919 a 1922. Resultó una gran finca de cinco hectáreas con jardines, piscina, lago, huertas y cancha de tenis. Fue construida por el ingeniero Joaquín Meade Sainz Trápaga para su familia. Posteriormente fue residencia del presidente Lázaro Cárdenas, el Hotel Vista Hermosa y sede de dos escuelas, la Escuela Luis de Velasco y la Escuela Patria.
En 1969 durante la gubernatura de Antonio Rocha Cordero se compró el edificio y se determinó convertirlo en una casa de la cultura. La modernización de la finca fue encargado a los arquitectos Francisco Cossío e Ignacio Algara. Fue inaugurada el 20 de noviembre de 1970, con Cossío sirviendo como director hasta su muerte. En las salas del museo se puede apreciar diferentes obras de arte, objetos de épocas antiguas e incluso de épocas actuales. El museo se fue formando por donaciones de potosinos entusiastas, personas que apoyaban a la institución, préstamos del INBA y del INAH. Llegó a ser una de las colecciones de arte más importantes de México. En 2005 el Congreso del Estado de San Luis Potosí lo nombró Museo Francisco Cossío en homenaje al reconocido arquitecto que dedicó mucho de su vida al recinto.
Está dividido en dos áreas: el museo, que es la casa, y el edificio Prof. Ramón Alcorta Guerrero que se especializa en la historiografía potosina. Cuenta con nueve salas de exposiciones, siete permanentes y dos temporales. Está compuesto de colecciones arqueológicas, artes visuales, artes aplicadas, populares, mobiliario y objetos que datan del siglo XVI hasta el siglo XXI realizados por grandes artistas nacionales y extranjeros, importantes colecciones bibliográficas, documentales, fotográficas y cartográficas distribuidas en tres bibliotecas especializadas. Destacan el piano de patente Sonido 13 del compositor Julián Carrillo, un plano horizontal de la capital potosina, las pinturas de la sala Germán Gedovius, y la cabeza huasteca.